# Cantón de Cadillac
El cantón de Cadillac era una división administrativa francesa, que estaba situada en el departamento de Gironda y la región de Aquitania.

## Composición
El cantón estaba formado por dieciséis comunas:
- Béguey
- Cadillac
- Capian
- Cardan
- Donzac
- Gabarnac
- Langoiran
- Laroque
- Lestiac-sur-Garonne
- Loupiac
- Monprimblanc
- Omet
- Paillet
- Rions
- Sainte-Croix-du-Mont
- Villenave-de-Rions

## Supresión del cantón de Cadillac
En aplicación del Decreto n.º 2014-192 de 20 de febrero de 2014, el cantón de Cadillac fue suprimido el 22 de marzo de 2015 y sus 16 comunas pasaron a formar parte del nuevo cantón de Entre dos Mares.